# Xã St. Francis, Quận Phillips, Arkansas
Xã St. Francis (tiếng Anh: St. Francis Township) là một xã thuộc quận Phillips, tiểu bang Arkansas, Hoa Kỳ. Năm 2010, dân số của xã này là 4.746 người.